# Bacanius quartus
Bacanius quartus är en skalbaggsart som beskrevs av Thérond 1967. Bacanius quartus ingår i släktet Bacanius och familjen stumpbaggar. Inga underarter finns listade i Catalogue of Life.